# 涅墨西斯 (電視劇)
《涅墨西斯》是日本電視台於2021年4月11日起播出的週日連續劇，由廣瀨鈴和櫻井翔雙主演。電影版於2023年3月31日上映。
台灣由friDay影音自2021年4月12日起每週一播出。

## 劇情概要
「涅墨西斯」是希臘神話中的復仇女神，會以正義的鐵槍粉碎奸惡，主角的偵探事務所就是以此女神命名。兩位主角將以尋找突然失蹤的安娜的父親展開故事，每次解決一個事件，找出和失蹤相關的線索，就會產生新的謎團。當解開所有謎團的關鍵后，被埋藏在黑暗中的20年前「某事件」的真相就有機會釐清…

## 登場人物

### 主要人物
- 美神安娜：廣瀨鈴（香港配音：黎皓宜）

涅墨西斯偵探事務所職員（內勤），風真的助手。本劇案件實際破案者。
- 風真尚希：櫻井翔（香港配音：張振熙）

涅墨西斯偵探事務所偵探。為人萬分兩光無腦，實際上都必須仰賴安娜「暗中」救助才能破案。

### 涅墨西斯偵探事務所
- 栗田一秋：江口洋介（香港配音：李家傑）

涅墨西斯偵探事務所社長（第1集強調自己是CEO）。把原名栗田偵探事務所改為現名（第1集初）交棒後退居二線，實際則騰出空間暗中調查「20年前的事件」（安娜父親消失疑案）

### 涅墨西斯團隊
支援涅墨西斯偵探事務所調查的集團。
- 上原黃苡子：大島優子（第1話）（香港配音：陳雪瑩）

大富豪私人醫生，平常態度非常消極，但一握住汽車的方向盤就會變得非常積極。本劇第1位委託者，事件結束後時常支援涅墨西斯行動。
- 星憲章：上田龍也（KAT-TUN）（第2話）（香港配音：簡懷甄）

道具店職人，只要委託他就能做出任何想要的道具。
- 姫川烝位：奧平大兼 （第4話）（香港配音：潘昀雋）

天才AI開發者。
- 緋邑晶：南野陽子（第7-9話）（香港配音：方淑儀）

前欺詐師。

### 神奈川縣警搜査一課
- 千曲鷹弘：勝地涼（香港配音：翁兆德）

通稱：鷹弘，勇次的搭檔。
- 四萬十勇次：中村蒼（香港配音：潘昀雋）

通稱：勇次，鷹的搭檔。
- 小山川薰：富田望生（香港配音：顧詠雪）

鷹和勇次後輩。

### 安娜的相關人物
- 四葉朋美：橋本環奈（第3話）（香港配音：何凱怡）

安娜好友，天才女大生（數學長才）；實際上為菅容子的女兒，本名為菅朋美。

### 20年前的事件相關人物
- 美神始：仲村亨（香港配音：劉文光）

安娜父親，失蹤中的大學教授。
- 大和猛流：石黑賢（香港配音：竺諺鴻）

始的同僚。
- 神田水帆：真木陽子（香港配音：方淑儀）

始的同僚。
- 神田凪紗：真木陽子（香港配音：顧詠雪）

水帆的妹妹，本劇的第7位委託人。
- 美馬芽衣子：山崎紘菜（香港配音：顧詠雪）

### 料理店「Dr.好吃」
- 劉楊一：加藤諒（香港配音：翁兆德）

料理店「Dr好吃」的店長兼廚師 ，本劇的第5位委託人。
- 玲玲：三島Ayona

料理店「Dr好吃」的店員。

### 單元角色
- 澀澤火鬼壹：伊武雅刀（第1話）（香港配音：竺諺鴻）

大富豪。
- 櫻田桃：佐藤玲（第1話）（香港配音：顧詠雪）

澀井的女友。
- 村崎由香里：黑澤明日香（第1話）（香港配音：簡森）

澀井的女友。
- 露比赤井：森咲智美（第1話）（香港配音：方淑儀）

澀井的女友。
- 青海唯衣：中村圓（第1話）

澀井的女友。
- 森銀子：橋本愛實（第1話）

澀井的女友。
- 黑檀英羅： 長內映里香（第1話）

澀井的女友。
- 梶定：有福正志（第1話）（香港配音：劉文光）

澀井的管家。
- 神谷節子：田牧空（第2話）（香港配音：梁倩蘅）

14歲的中學生，為育幼院「赤星之家」的孩子 ， 本劇第2位委託人。
- 神谷樹：窪塚愛流（第2話）

17歲高中生，節子的哥哥。
- 阿久津：渡邊大知（第2話）（香港配音：竺諺鴻）

俱樂部「P.O.P」的東主，鬼道組的幕後主腦。
- 西園寺佑：菅原健（第2話）（香港配音：翁兆德）

鬼道組的詐欺師。
- 木嶋：般若（第2話）（香港配音：劉文光）

俱樂部「P.O.P」的員工。
- 要宏三郎：木場勝己（第2話）（香港配音：劉文光）

育幼院「赤星之家」的園長。
- 太宰幸一郎：淺野和之（第3話）（香港配音：劉文光）

八景島海洋遊樂園的社長，本劇的第3位委託人。
- 高橋麻子：田中佐季 （第3話）

太宰的秘書。
- 海老名隆：堀田健斗（第3話）

八景島海洋遊樂園的設施負責人。
- 炸彈狂魔：駒木根隆介（第3話）（香港配音：竺諺鴻）

於八景島海洋遊樂園放置炸彈的真兇。
- 雪村陽子：村川繪梨（第4話）（香港配音：顧詠雪）

橫濱私立女子高中「笛卡兒」的心理輔導老師，本劇的第4位委託人。
- 黑田秀臣：水間論（第4話）（香港配音：李家傑）

橫濱私立女子高中「笛卡兒」的美術老師。
- 南禪寺光江：MEGUMI（第4話）（香港配音：簡森）

橫濱私立女子高中「笛卡兒」的教務主任。
- 平天彥：柳俊太郎（第4話）（香港配音：竺諺鴻）

橫濱私立女子高中「笛卡兒」的老師。
- 夏本玲奈：河合優實（第4話）

橫濱私立女子高中「笛卡兒」的學生。
- 西野歩美：吉田美月喜（第4話）（香港配音：梁倩蘅）

橫濱私立女子高中「笛卡兒」的學生。
- 南今日子：三上紗彌（第4話）

橫濱私立女子高中「笛卡兒」的學生。
- 秋澤愛：內海誠子（第4話）（香港配音：何凱怡）

橫濱私立女子高中「笛卡兒」的學生。
- 冬石唯：森日菜美（第4話）（香港配音：梁倩蘅）

橫濱私立女子高中「笛卡兒」的學生。
- 中居郁：前野Emma（第4話）

橫濱私立女子高中「笛卡兒」的學生。
- 佐藤菜月：市島琳香（第4話）

橫濱私立女子高中「笛卡兒」的學生。
- 井山清十郎：瑩雪次郎（第4話）（香港配音：翁兆德）

橫濱私立女子高中「笛卡兒」的校工。
- 菅容子：今村美乃（第4、9話）（香港配音：簡森）

菅研究所所長。
- 天久潮：渡邊哲（第5話）

「天狗三文魚」養殖業「天久養殖」的社長。
- 天久一魚：野間口徹（第5話）（香港配音：竺諺鴻）

潮的長子。
- 天久二魚：大鶴佐助（第5話）（香港配音：翁兆德）

潮的次子。
- 天久三魚：堀家一希（第5話）（香港配音：潘昀雋）

潮的幼子。
- 洋：澀川清彥（第5話）（香港配音：簡懷甄）

潮亡妻的弟弟。
- 天久郁子：友坂理惠（第5話）（香港配音：方淑儀）

潮的繼室。
- 愛留：小西櫻子（第5話）（香港配音：顧詠雪）

三魚的女友。
- 多治見一善：柿澤勇人（第6話）（香港配音：竺諺鴻）

網絡紅人，本劇的第6位委託人。
- 久遠光莉：優希美青（第6話）（香港配音：簡森）

新進人氣女演員。
- 滿田：田村健太郎（第6話）（香港配音：翁兆德）

光莉的經理人。
- 淺川：迫田孝也（第6話）

製作人。
- 烏丸：宇野祥平（第7話）（香港配音：劉文光）

諮詢顧問會社社長。
- 志葉：板橋駿谷（第7話）（香港配音:竺諺鴻）

烏丸的保鑣。
- 龜田：大石吾朗（第8話）（香港配音：潘昀雋）

始的恩師。

## 製作團隊
- 總導演：入江悠
- 導演：片桐健滋、岸塚祐季
- 編劇：片岡翔、入江悠
- 謎團指導：講談社Taiga、今村昌弘（第1話、第3話）、藤石波矢（第2話、第6話）、周木律、降田天、青崎有吾
- 音樂：橫山克
- 總製作人：池田健司
- 企劃、製作人：北島直明
- 製片人：里吉優也（CREDEUS）、次屋尚、田端綾子（CREDEUS）
- 製作協力：CREDEUS
- 製作著作：日本電視台

## 播出日程
- 收視率最高值以紅色表示，收視率最低值以藍色表示。

| 集數                                                                      | 播出日期 | 標題 | 導演     | 收視率 |
| ------------------------------------------------------------------------- | -------- | ---- | -------- | ------ |
| 第1話                                                                     | 4月11日  |      | 入江悠   | 11.4%  |
| 第2話                                                                     | 4月18日  |      | 入江悠   | 9.5%   |
| 第3話                                                                     | 4月25日  |      | 入江悠   | 8.9%   |
| 第4話                                                                     | 5月2日   |      | 片桐健滋 | 8.3%   |
| 第5話                                                                     | 5月9日   |      | 片桐健滋 | 7.8%   |
| 第6話                                                                     | 5月16日  |      | 入江悠   | 7.9%   |
| 第7話                                                                     | 5月23日  |      | 岸塚祐季 | 7.4%   |
| 第8話                                                                     | 5月30日  |      | 入江悠   | 7.8%   |
| 第9話                                                                     | 6月6日   |      | 入江悠   | 7.9%   |
| 最終話                                                                    | 6月13日  |      | 入江悠   | 8.6%   |
| 平均視聴率 8.6%（收視率由Video Research調查關東地區、家戶的即時統計資料） |          |      |          |        |

## 電影
《涅墨西斯：黃金螺旋之謎》於2023年3月31日上映。

### 登場人物
- 美神安娜：廣瀨鈴
- 風真尚希：櫻井翔
- 栗田一秋：江口洋介
- 千曲鷹弘：勝地涼[14]
- 四萬十勇次：中村蒼[14]
- 小山川薫：富田望生[14]
- 上原黃以子：大島優子[14]
- 星憲章：上田龍也（KAT-TUN）[14]
- 姫川烝位：奥平大兼[14]
- 劉楊一：加藤諒[14]
- 緋邑晶：南野陽子[14]
- 菅朋美：橋本環奈[15]
- 神田凪沙：真木陽子[14]
- Zippo男：魔裟斗[16]

專業殺手。
- 台車男：榮信[16]

專業殺手。
- Shinya：岡宏明[16]

神秘的機車集團成員。
- Ryota：駒木根葵汰[16]

神秘的機車集團成員。
- 玲玲：三島Ayona[14]
- 榎戶力丸：笹野高史[16]

事件發端的“お犬様誘拐事件”委託人。
- 窓：佐藤浩市[16]

最大的敵人。

### 製作團隊
- 導演：入江悠
- 劇本：秦建日子
- 企劃・製作人：北島直明
- 監製：飯沼伸之、田中宏史、三上繪里子
- 製作人：星野秀樹
- 攝影：冨永健二
- 剪輯：佐藤崇
- 燈光：中村晋平
- 音效：古谷正志
- 配樂：橫山克
- 製作幹事：日本電視台
- 制作公司：TWINS JAPAN
- 發行：日本華納兄弟
- 製作・著作：2023電影「涅墨西斯」製作委員會（日本電視台、日本華納兄弟影業、J Storm、讀賣電視台、TWINS JAPAN、VAP、FOSTER PLUS、札幌電視台、宮城電視台、靜岡第一電視台、中京電視台、廣島電視台、福岡放送、日本電視網）

## 外部連結
- 電視劇官方網站（日語）
  - 涅墨西斯的X（前Twitter）（日語）
  - 涅墨西斯的Instagram帳戶（日語）
- 《涅墨西斯》WakuWaku Japan官方網站 （页面存档备份，存于）（繁體中文）
- 《名偵探神助理》緯來日本台官方網站 （页面存档备份，存于）（繁體中文）
- 電影官方網站（日語）

| 日本 日本電視台 週日連續劇                          | 日本 日本電視台 週日連續劇                | 日本 日本電視台 週日連續劇 |
| --------------------------------------------------- | ----------------------------------------- | -------------------------- |
|                                                     | 涅墨西斯 （2021年4月11日－2021年6月13日） |                            |
| 與你在世界終結之日 （2021年1月17日－2021年3月21日） | 我的殺意戀愛了 （2021年7月4日－9月12日）  |                            |

| 臺灣 WakuWaku Japan 每週一至五 21:00~22:00 | 臺灣 WakuWaku Japan 每週一至五 21:00~22:00          | 臺灣 WakuWaku Japan 每週一至五 21:00~22:00 |
| ------------------------------------------ | --------------------------------------------------- | ------------------------------------------ |
|                                            | 涅墨西斯 （2021年7月6日－2021年7月19日）            |                                            |
| （－2021年7月5日）                         | 夢想飛行GOOD_LUCK!! （2021年7月20日－2021年8月2日） |                                            |

| 臺灣 緯來日本台 每週一至五 21:00~22:00        | 臺灣 緯來日本台 每週一至五 21:00~22:00                | 臺灣 緯來日本台 每週一至五 21:00~22:00 |
| --------------------------------------------- | ----------------------------------------------------- | -------------------------------------- |
|                                               | 名偵探神助理 （2021年8月16日－2021年8月27日）         |                                        |
| 鴉色刑事法官 （2021年7月30日－2021年8月13日） | 漫畫出版小姐（重播） （2021年8月30日－2021年9月10日） |                                        |